# Bhakti-beweging
De bhakti-beweging was de verspreiding van bhakti door India. De bhakti-beweging begon in de zevende eeuw in Tamilakam in Zuid-India en verspreidde zich van Tamil Nadu via Karnataka, om vanaf de vijftiende eeuw ook Noord-India en Bengalen te bereiken.
Bhakti, de devotie voor een persoonlijke god, maar ook voor wezens als de naga's, nagi's, yaksha's en yakshi's, was een reformatie die in gang werd gezet door dichter-heiligen die zo de invloed van het boeddhisme en jaïnisme in het zuiden wisten te verminderen. De 63 Nayanars hingen Shiva aan, terwijl de 12 Alvars Vishnu vereerden, daarbij voortbordurend op de traditie van de Tamil-literatuur.
In de Bhagavad Gita werd onderscheid gemaakt tussen het pad van de kennis (jnana, jnana-yoga), het pad van die actie (karma, karma-yoga) en het pad van de devotie (bhakti, bhakti-yoga).

## Bhakti-synthese
De samensmelting en brahmanisering van goden wordt wel gekenmerkt als de brahmaanse synthese, de hindoesynthese, de orthodoxe synthese of de bhakti-synthese. Dit was de aanzet tot wat het hindoeïsme zou worden.
De waardering tegenover het brahmanisme verschilde per sekte. Het lingayatisme zette zich daartegen af, terwijl het sri vaishnavisme er juist positief tegenover stond. Los van deze waardering betekende de bhakti-beweging echter dat de brahmaanse ideeën over sociale hiërarchie met varna's van minder belang werden binnen de sekten, waar de goeroe een centrale rol innam.
Andersom pasten deze goden in hun oorspronkelijke gedaante veelal ook niet in het brahmaanse wereldbeeld, wat dan ook verschillende reacties tot gevolg had bij de brahmanen. Een deel wees deze goden af, terwijl anderen ze brahmaniseerden. Dit laatste vond vooral plaats in de Mahabharata en de Purana's. De Mahabharata opent in de Adiparva met mythes en yajna-rituelen uit de Veda's en vormt vanuit deze autoriteit lokale culten om naar een voor de brahmanen acceptabele vorm. De Mahabharata markeert dan ook een keerpunt in de brahmaanse cultuur doordat het bhakti absorbeert en legitimeert.:73:10-17 Zo werden bhakti-elementen ook geïntegreerd met neobrahmanistische concepten als Atman.
Het smartisme ontwikkelde als reactie de verering van vijf heiligdommen (pancayatanapuja), waarbij Shiva, Vishnu, Surya, Ganesh en Shakti gekozen konden worden als ishta-devata. Alle moerti's zouden iconen zijn van Brahman, wat mogelijk een concept van Shankara was. Hij bracht met advaita vedanta opnieuw moksha onder de aandacht, iets wat op de achtergrond was geraakt in de tempelverering. Zijn pogingen om het brahmanisme te verenigen waren ook gericht tegen de boeddhistische en jaïnische invloed. Een nieuwe ontwikkeling die door Shankara in gang werd gezet, was de oprichting van matha's, een soort kloosters. De nodige sekten gingen daar ook toe over, soms naast tempels, soms in plaats daarvan. Het succes van advaita vedanta had een consoliderende invloed op de versplinterde bhakti-beweging, aangezien deze zich teweerstelde tegen het idee van een Shankara dat elke godheid niet meer is dan de hoogste vorm van maya, de sluier van illusies. Het waren vooral Ramanuja en Madhva die stelling namen tegen Shankara. In het noorden ontwikkelde zich het Kasjmir-shaivisme.:20-34